# 庆尚北道
庆尚北道（韩语：／ Gyeongsang-bukdo）是位于朝鲜半岛东南部的一个韩国行政道，简称庆北（韩语： Gyeongbuk），面积18,424.1平方公里，人口超过250万，首府是安东市。
庆尚北道原为辰韩之地，也是新罗的中心地。高丽时期开始与庆尚南道一起称为“庆尚道”。朝鲜王朝时期，庆尚道被分为庆尚北道和庆尚南道两个道:303。庆尚北道首府长期以来位于大邱市。1981年大邱市升为直辖市后与庆尚北道分离。2016年2月，庆尚北道道厅由大邱正式迁往安东市。
庆尚北道是韩国文化的代表性地区之一，是新罗佛教文化、伽倻文化以及朝鲜儒教文化的发祥地。韩国20%的文化遗产都位于庆尚北道。庆尚北道亦是韩国新村运动和自然保护运动的发祥地。庆尚北道曾成功举办“庆州世界文化博览会”、“世界儒教文化节”和第三届国际民间艺术组织世界总会。庆州市是新罗992年的首都，有“没有屋顶的博物馆”之称。安东市是韩国传统文化的故乡，是世界历史城市联盟会员城市，保留有海东朱子退溪李滉建造的陶山书院、世界遗产河回村、韩国传统戏剧假面剧等丰富文化遗产。安东也是世界假面文化艺术联盟的创办地，每年举行安东国际假面舞节。
庆尚北道境内有庆州国立公园、周王山国立公园、俗离山国立公园、伽倻山国立公园、月岳山国立公园、小白山国立公园6座韩国国立公园和3项联合国教科文组织指定的世界文化遗产。:307

## 历史

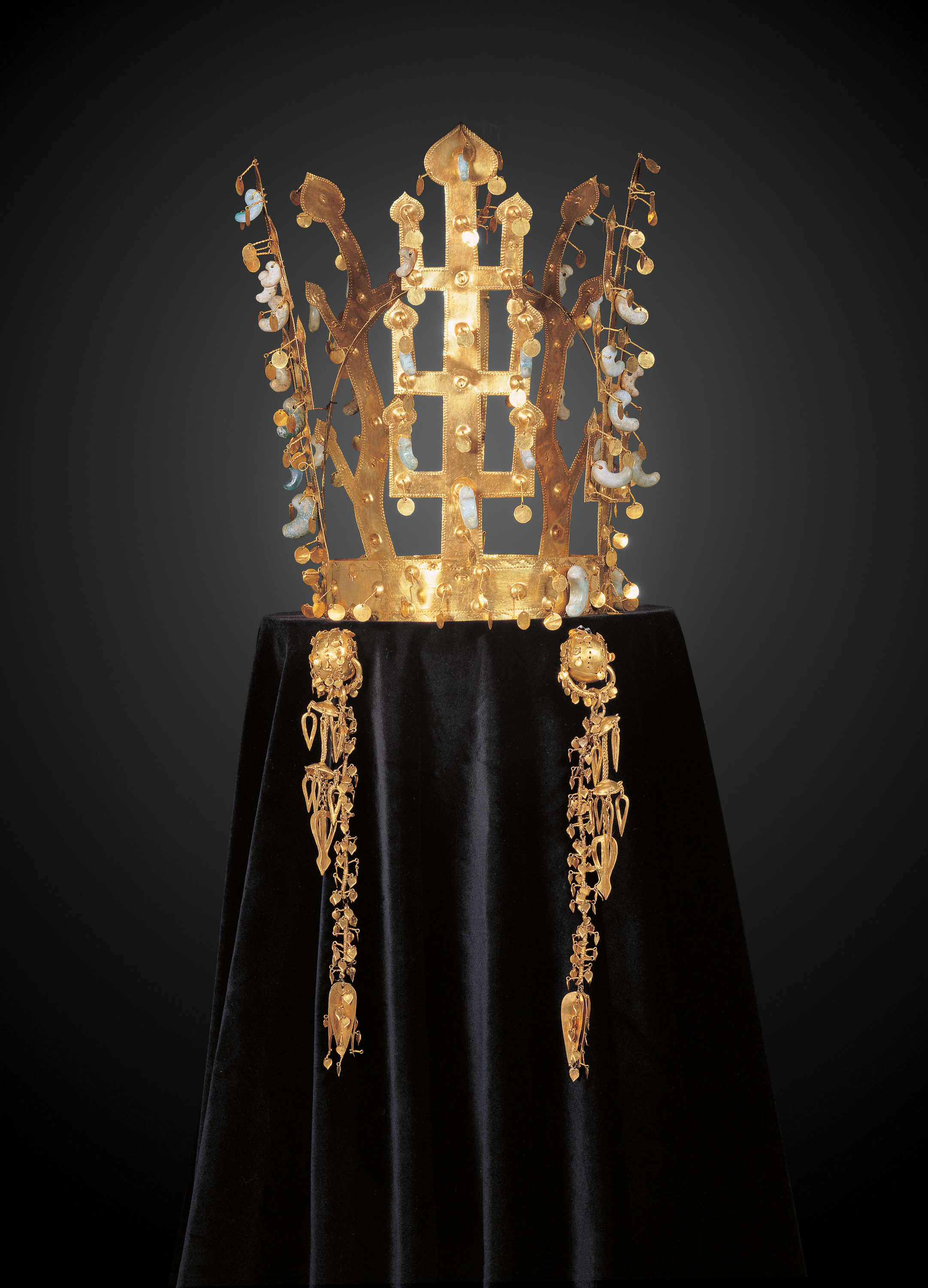
庆尚北道瑞鳳塚出土的新罗金冠

庆尚北道原为三韩中的辰韩之地，也是三国时期新罗的中心地。757年（景德王16年）新罗统一三国后，统一新罗将全国分为9个州，庆尚地区被分成尚州和良州。:303
高丽太祖时期，庆尚地区改称为东南道。983年（成宗14年），高丽将全国分成12道，庆尚地区分为尚州和晋州。1106年（睿宗元年）高丽改为5道后，庆尚地区改为庆尚晋州道。1171年（明宗元年），庆尚地区再次被分为庆尚州道和晋陕州道两个道，后于1186年（明宗16年）重新合并为庆尚州道。1204年（神宗7年），庆尚州道改称尚晋安东道，后又改为庆尚晋安道。1314年（忠肃王元年），“庆尚道”的名称首次被使用并延用到朝鲜王朝时期。:303

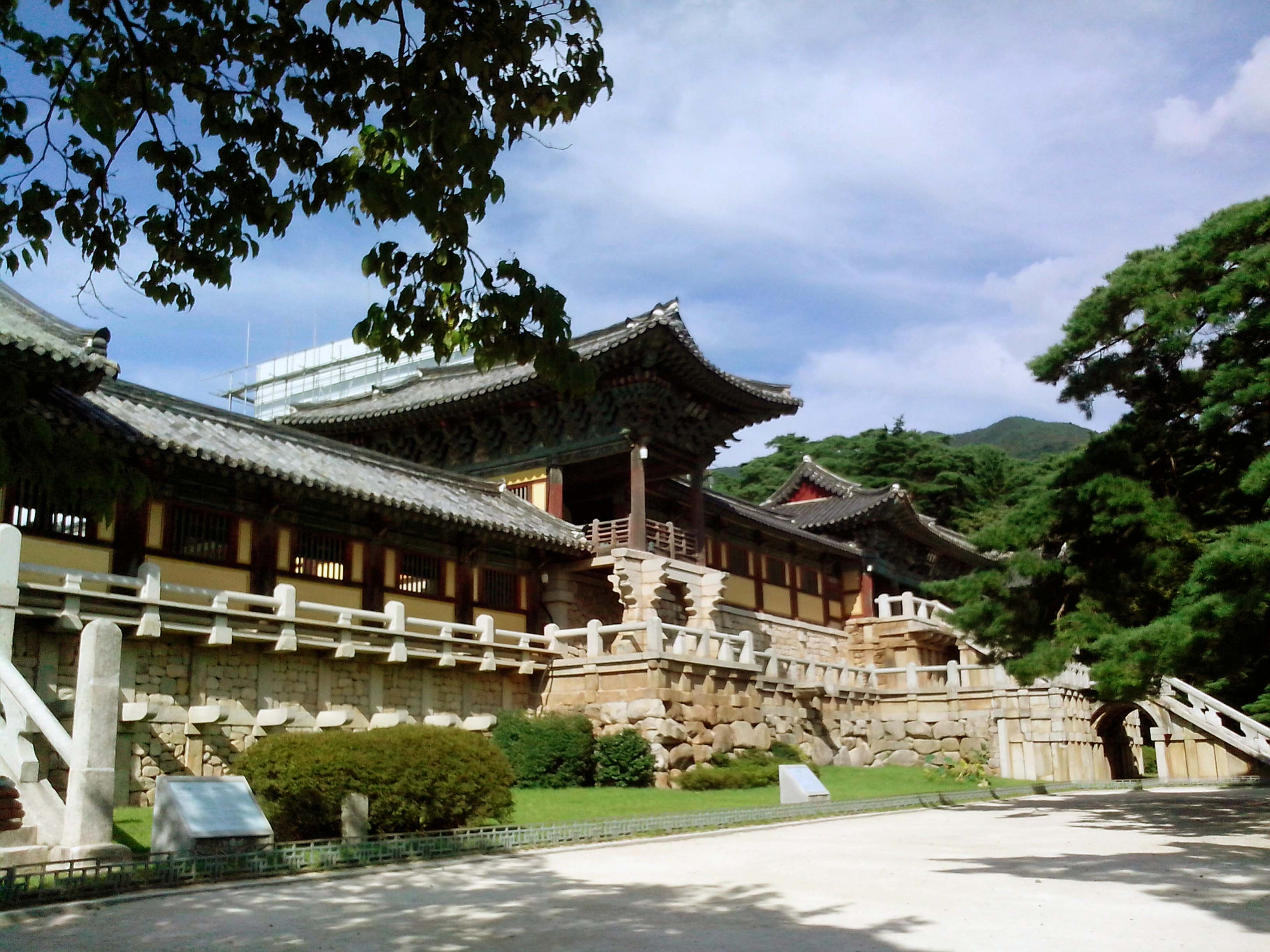
庆州佛国寺

1407年（太宗7年），朝鲜王朝以洛东江为界将庆尚道分为左、右两道，后又于1519年（中宗14年）合并成一个道。1592年（宣祖25年）壬辰倭乱期间，庆尚道又被分两个道，分别在庆州和尚州设立左、右道监营。1896年（高宗33年）朝鲜实施13道制后，庆尚左、右道改称为庆尚南道和庆尚北道。:303
1949年，大邱、浦項和金泉升格成为市，鬱陵島改制為鬱陵郡。1963年1月，蔚珍郡脱离江原道，被划入庆尚北道。1981年，大邱市升为直辖市，并从庆尚北道分离出来。2016年2月，庆尚北道道厅由大邱迁至安東市。2023年7月，軍威郡編入大邱廣域市管轄，脫離慶尚北道。目前庆尚北道的行政规划分为10市、12郡。

## 地理

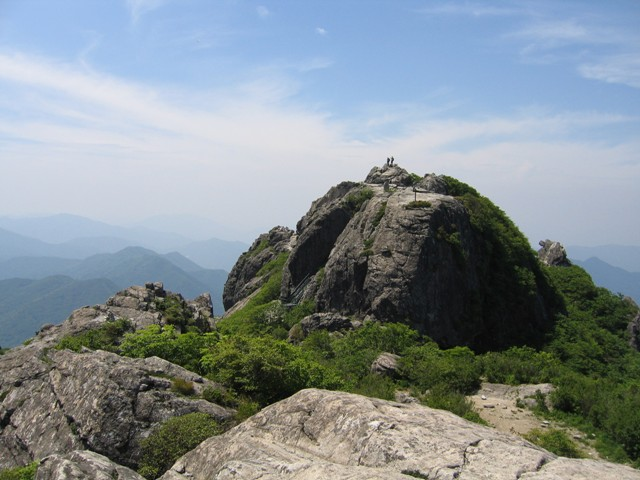
伽倻山

庆尚北道位于朝鲜半岛东南嶺南地方，东临韩国东海，北邻江原特別自治道、忠清北道，西与忠清北道和全罗北道相连，南与庆尚南道、蔚山廣域市接壤:303。其管辖的岛屿有鬱陵岛和独岛等。日本与韩国对独岛主权存在争议。
庆尚北道地处群山环绕的盆地。东部海岸是南北延伸的太白山脉。从太白山脉分支出来的小白山脉在北部和西部形成庆尚北道与江原道、忠清北道、全罗北道的天然分界线。南部的伽倻山（1430米）和琵瑟山（1064米）则是庆尚北道与庆尚南道的道界。庆尚北道的地形大致可分为西部山地、中部低地和东部山区。西部山地的小白山脉耸立着九云山（1346米）、先达山（1236米）、云达山（1097米）、大义山（1110米）、文绣峰（1162米）、莲花峰（1394米）、神仙峰（1365米）、俗离山（1058米）等高山和部分高地平原。中部低地是洛东江在其两岸形成的狭窄冲积平原，以及低山丘陵和山麓缓坡。东部山区的太白山脉耸立着王头山（1046米）、文殊山（1206米）、日月山（1218米）和八公山（1192米）、伽智山（1240米）等山峰，南端部分还有许多溪谷相连。:304

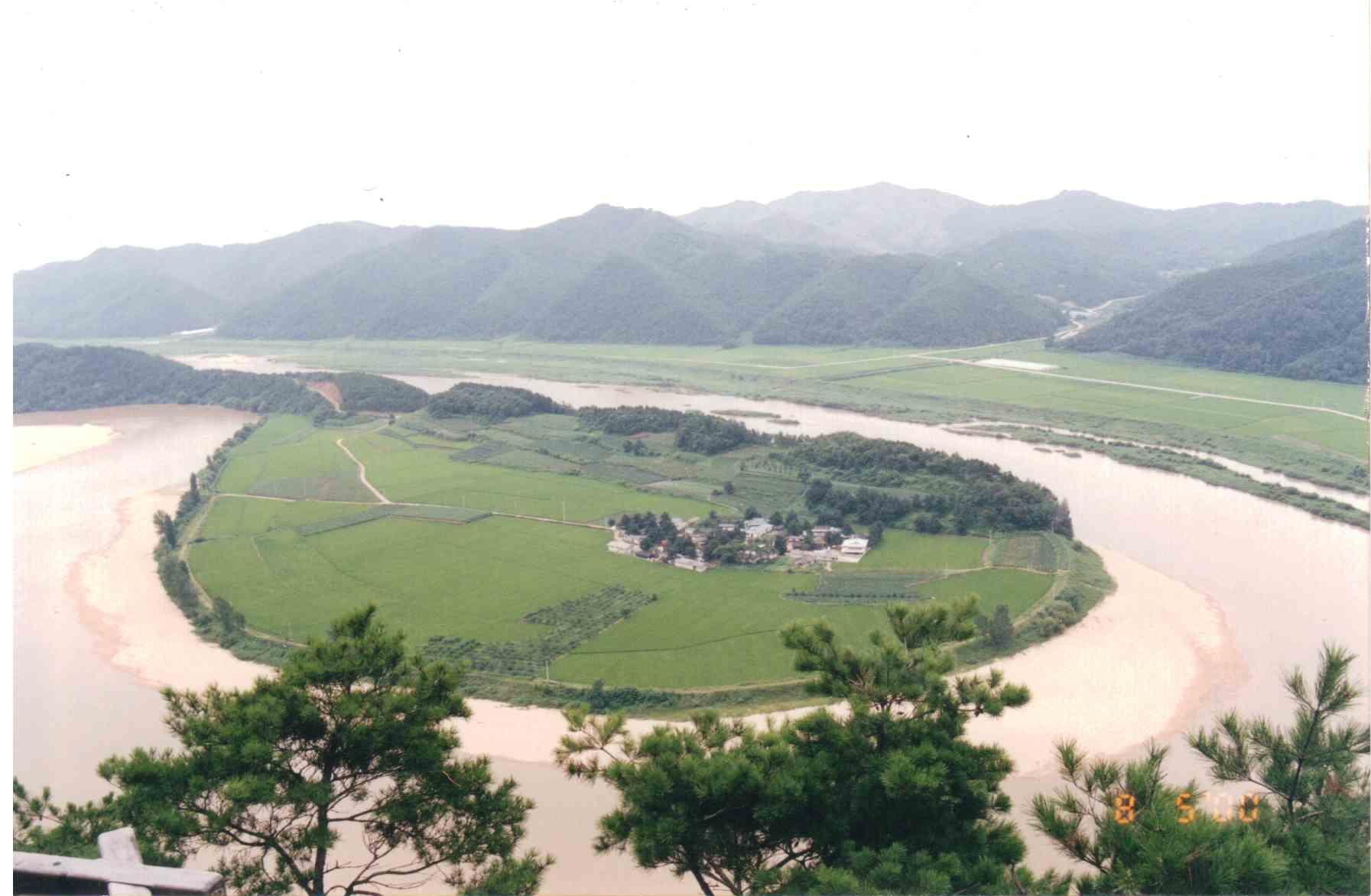
回龍浦

### 气候
庆尚北道属于温带内陆盆地性气候。由于地处小白山脉和太白山脉及其支脉围成的盆地中，庆北地区比同纬度的其它地方温差大，降水少。由于海洋和山脉阻挡的影响，东海岸地区要比内陆温暖，温差也小:304。庆尚北道年平均气温为14.3℃，最高气温35.1℃，最低气温-12.7℃。
庆尚北道是韩国降水量最低的地区，年均降水量1152毫米。永川、漆谷、义城等洛东江流域盆地中部地区年降水量不到1000毫米。不过属于海洋性气候的郁陵岛年降水量为1458.2毫米，与济州道同属于韩国降水量最大的地区。庆北内陆地区夏季炎热少雨，经常发生旱灾。6至8月份的降水量从小白山脉开始越向东越少。以安东至大邱一线为基准，基准线以西降水量在500-600毫米，以东为450-500毫米。:304

## 行政区划
慶尚北道行政區劃由10市、12郡構成。

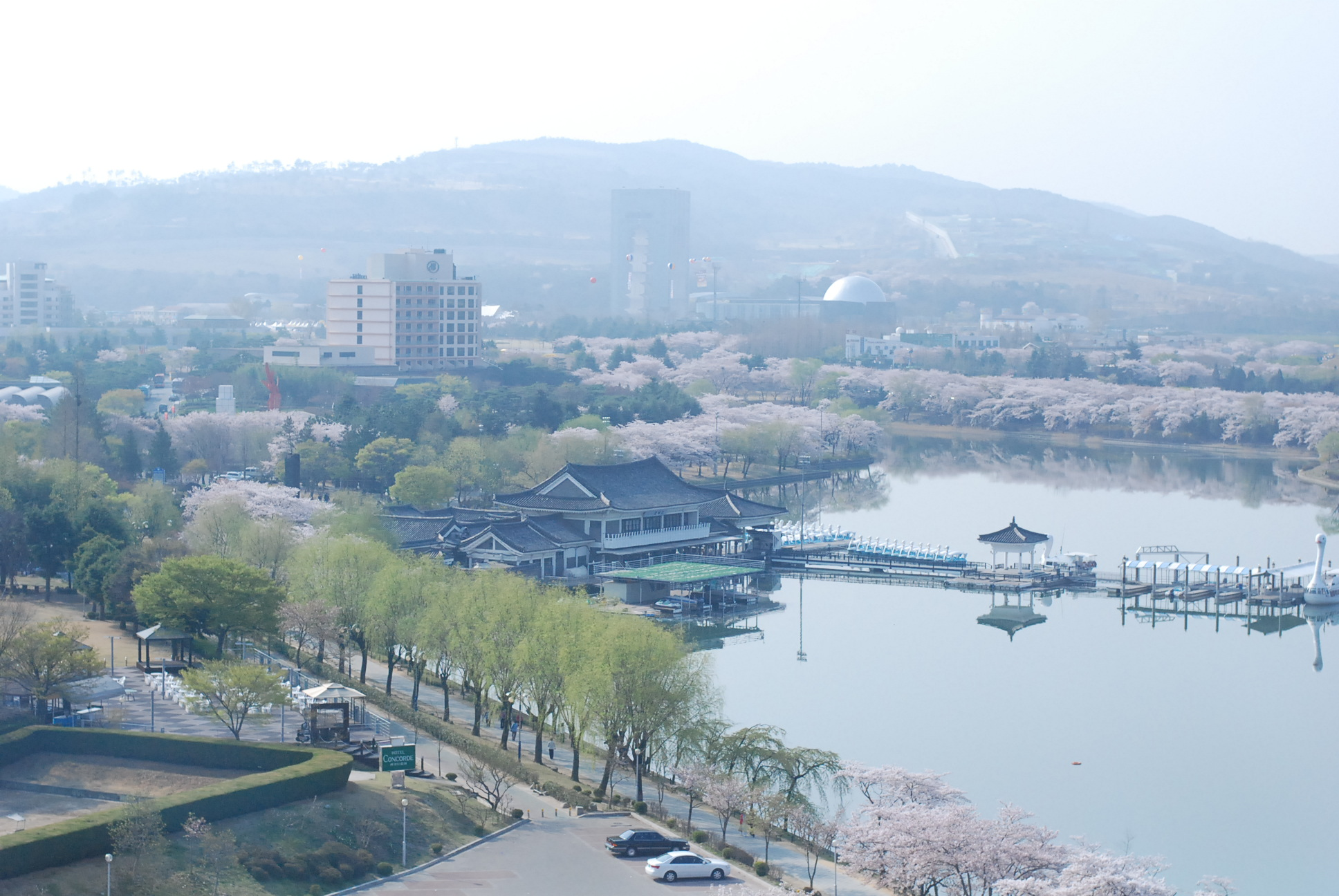
庆州市普门湖度假地

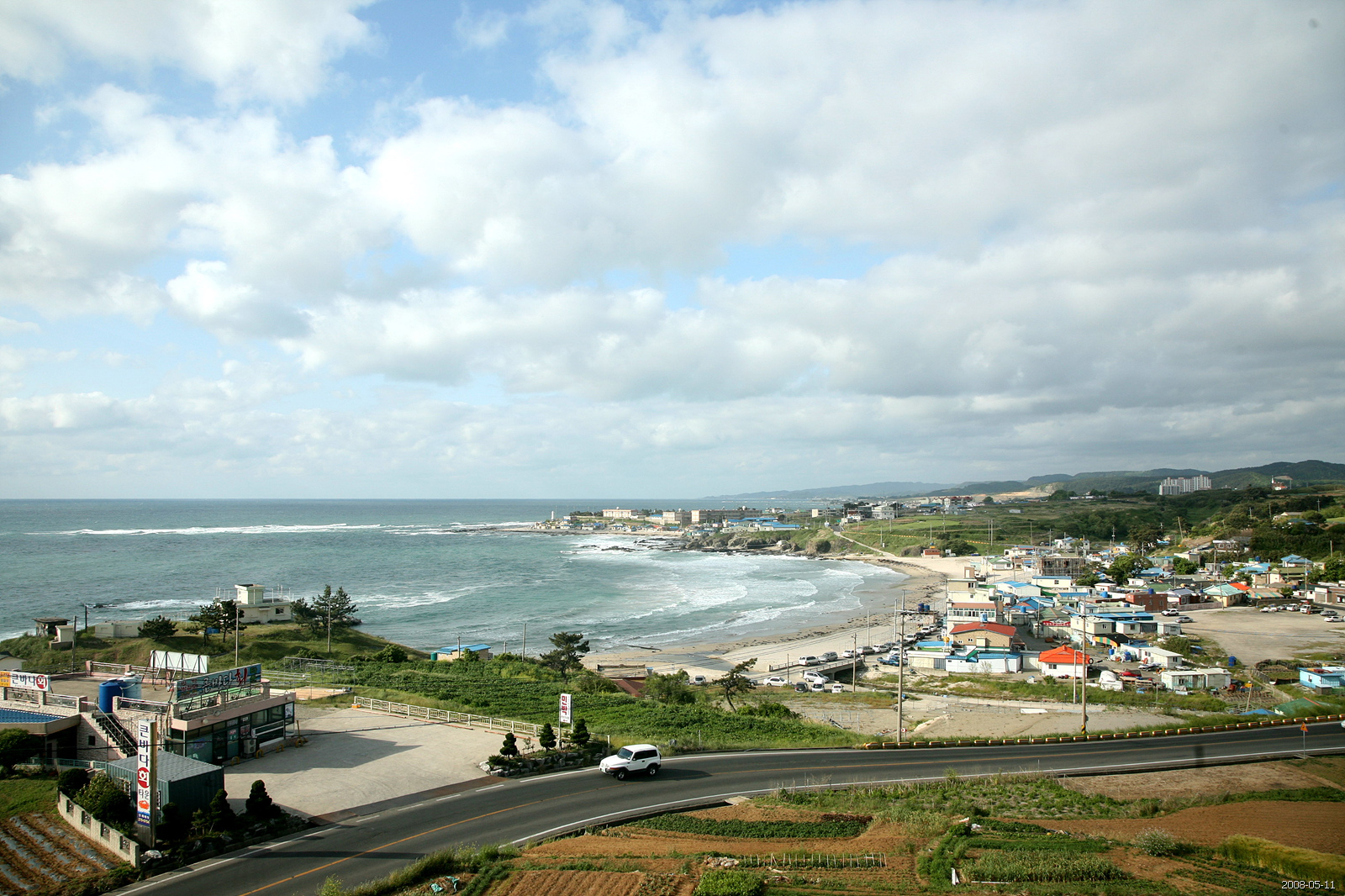
浦项的海滩

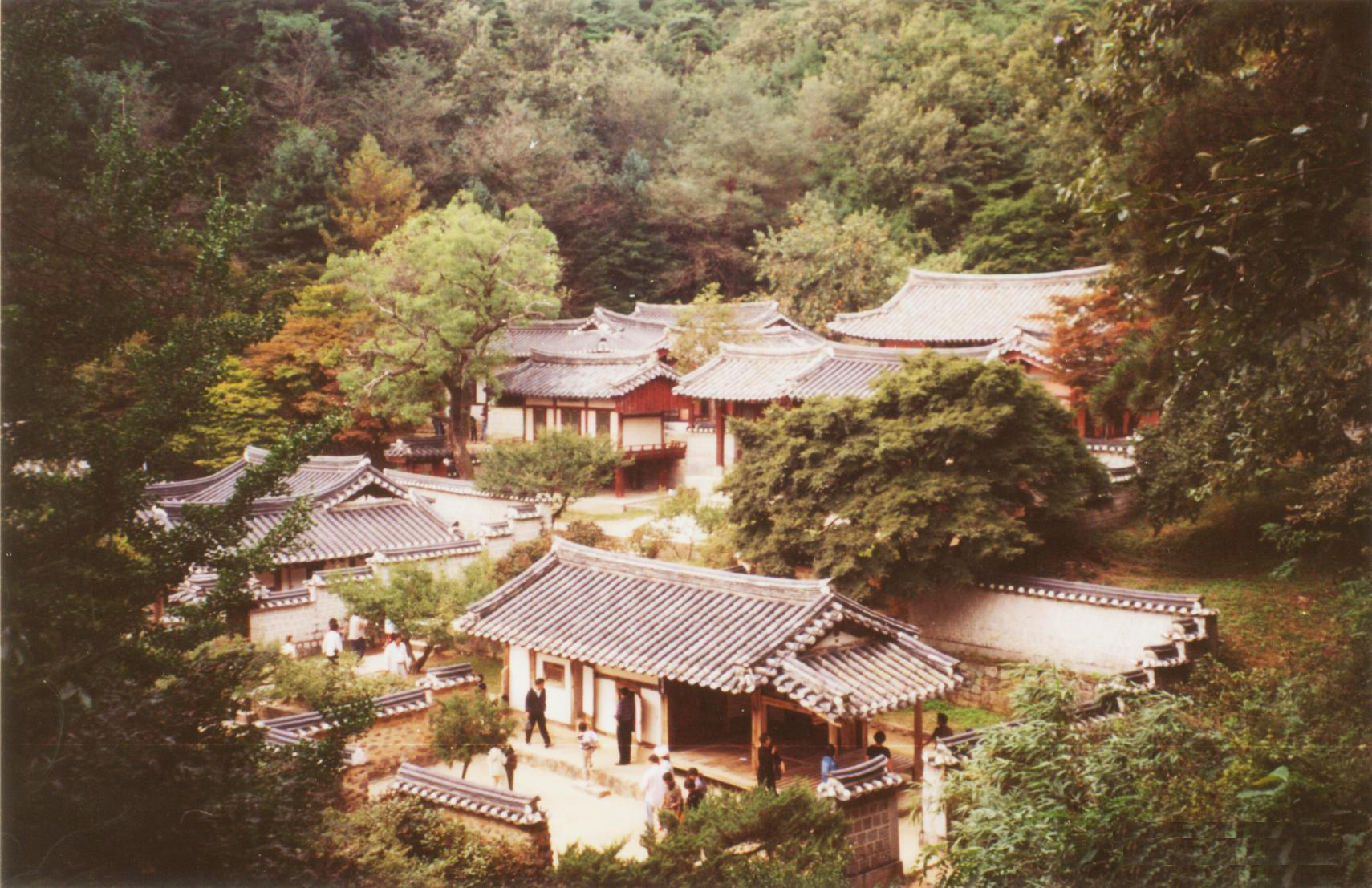
安东市陶山书院

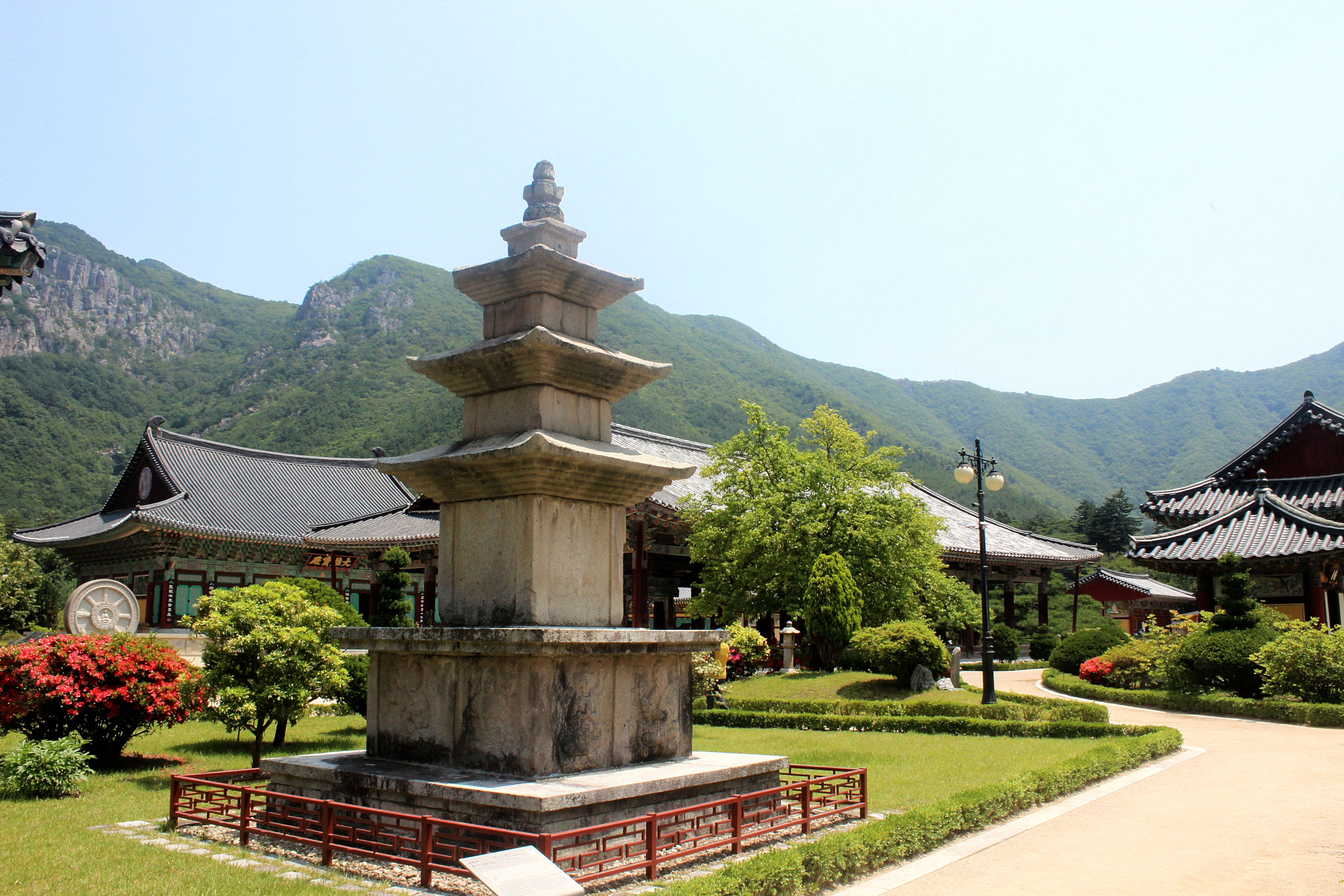
清道郡雲門寺

| 地图       | #      | 名称   | 韩文    | 人口（2021年4月） |
| ---------- | ------ | ------ | ------- | ----------------- |
|            |        |        |         |                   |
| — 大都市 — |        |        |         |                   |
| 1          | 浦項市 | 포항시 | 504,103 |                   |
| — 市 —     |        |        |         |                   |
| 2          | 龟尾市 | 구미시 | 414,730 |                   |
| 3          | 慶山市 | 경산시 | 264,722 |                   |
| 4          | 慶州市 | 경주시 | 252,869 |                   |
| 5          | 安東市 | 안동시 | 158,210 |                   |
| 6          | 金泉市 | 김천시 | 140,665 |                   |
| 7          | 榮州市 | 영주시 | 103,652 |                   |
| 8          | 尚州市 | 상주시 | 96,793  |                   |
| 9          | 永川市 | 영천시 | 102,529 |                   |
| 10         | 聞慶市 | 문경시 | 71,800  |                   |
| — 郡 —     |        |        |         |                   |
| 11         | 漆谷郡 | 칠곡군 | 114,297 |                   |
| 12         | 義城郡 | 의성군 | 51,380  |                   |
| 13         | 蔚珍郡 | 울진군 | 48,327  |                   |
| 14         | 醴泉郡 | 예천군 | 55,716  |                   |
| 15         | 清道郡 | 청도군 | 42,085  |                   |
| 16         | 星州郡 | 성주군 | 43,118  |                   |
| 17         | 盈德郡 | 영덕군 | 35,962  |                   |
| 18         | 高靈郡 | 고령군 | 31,133  |                   |
| 19         | 奉化郡 | 봉화군 | 31,236  |                   |
| 20         | 青松郡 | 청송군 | 24,904  |                   |
| 21         | 英陽郡 | 영양군 | 16,516  |                   |
| 22         | 鬱陵郡 | 울릉군 | 9,035   |                   |

## 政治

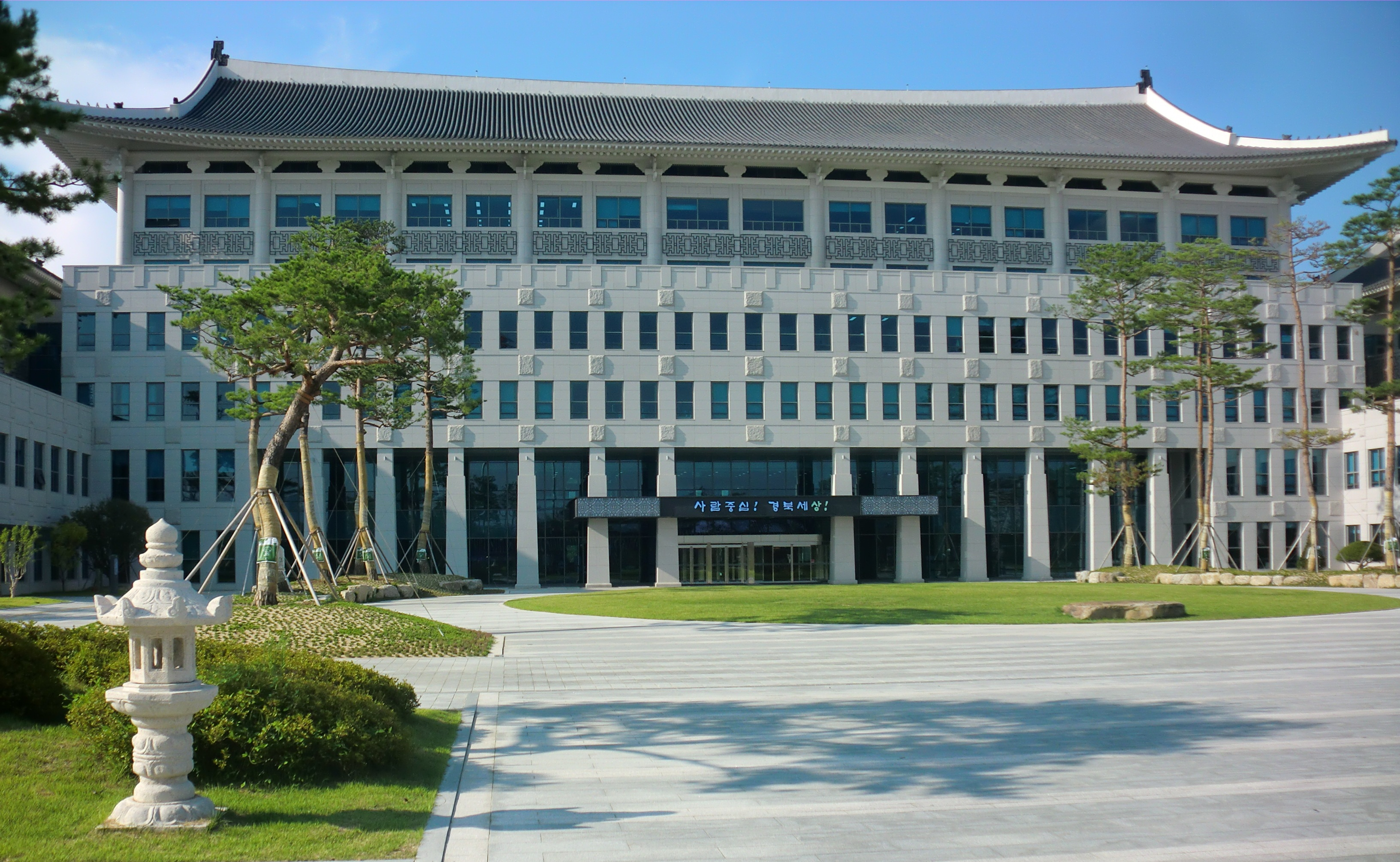
慶尚北道廳

慶尚北道的最高地方自治行政機關為慶尚北道廳，從1896年起駐在大邱。大邱在1981年獨立為廣域市後雖已不屬慶北管轄，但當時道廳仍在大邱，直到2016年才遷到安東市丰川面道厅大路455號的新址。慶尚北道議會則是其最高地方自治立法機關。

## 经济
慶尚北道各級產業從事人口所佔就業人口之比例
慶尚北道在2014年的地區內總產值（GRDP）是92兆697億韓圜（人均3510萬韓圜），居全國第四名。慶尚北道內有10座核電機組及2座水力發電站，KPMG調查稱該處電價比世界任何一個地區都要便宜。
庆尚北道的耕地面积在韩国是最大的，但由于山地多，耕地率却远远低于全国平均值。庆北旱田面积全国第一，水田面积仅次于全罗南道。洛东江及其支流地区的平原是主要的粮仓，生产大米、大麦、大豆、蔬菜和水果。甜瓜、辣椒、苹果、葡萄和桃的产量全国最多，其中苹果产量占到全国总产量的67.8%。漆谷郡和庆山市是庆北的苹果生产地，星州郡和漆谷郡是甜瓜，英阳郡和青松郡是辣椒，金泉市是葡萄的主产地。此外，青松郡、安东市、英阳郡等地的烟叶，丰基的人参也是很有名的经济作物。养蚕和牛、猪、鸡等养殖业在醴泉郡、尚州市、闻庆市等山区发展较好。迎日湾和郁陵岛等海域是寒、暖流交汇的天然渔场。随着近海渔业资源的枯竭，人们开始转向建设鱼类和贝类养殖场。:304-305
庆尚北道是韩国的第一林业基地。环绕着庆尚北道的太白山脉和小白山脉为林业发展提供了非常有利的条件。庆尚北道总林地面积134.6012万公顷，占到全国总数的21.26%。蘑菇、纤维原料、橡子等林产品产量也是全国最多。:305
冶金和纤维纺织业在庆尚北道的工业中占有很大的比重。安东市、金泉市和浦项市的饮料加工和烟草制造业，龟尾市和浦项市的纤维纺织及化学制造，龟尾市的电子制造都很发达。自1970年代建设浦项钢铁和龟尾出口工业区后，庆北陆续兴建了许多工业区:305。目前主要的工业园区有龟尾高新技术谷（国家第5产业园区）、浦项迎日湾第4普通产业园区、庆山知识产业区、庆山第4普通产业园区、安东庆北生物普通产业园区等。

## 交通

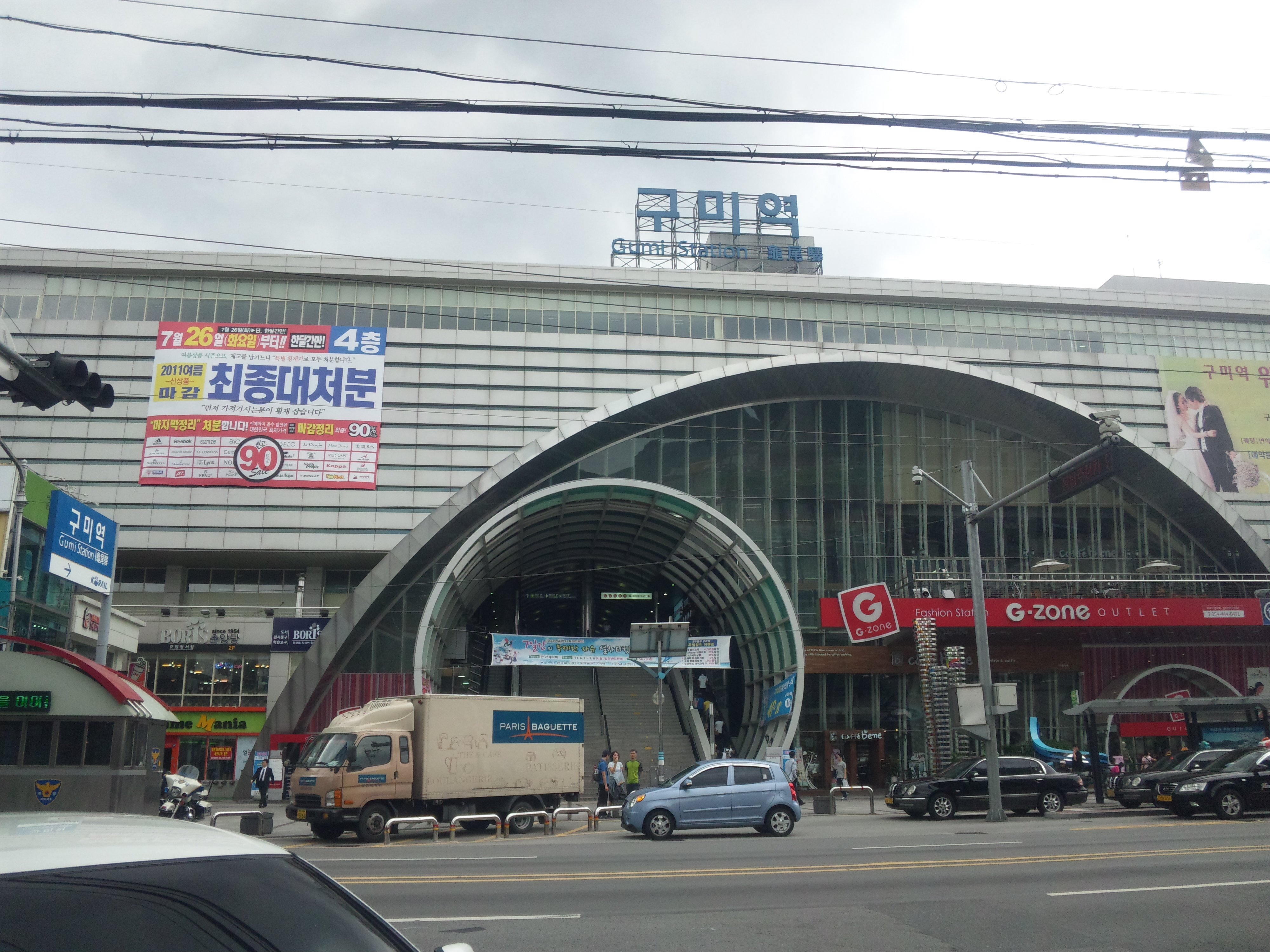
龟尾火车站

慶尚北道是全韓國交通最方便的地域之一。京釜線、中央線、東海線、大邱線、嶺東線、慶北線等鐵路線通過慶尚北道，道南部的浦項市（浦項站）、慶州市（慶州站）、金泉市（金泉龜尾站）則有KTX可以使用。道內有京釜高速公路、中央高速公路、東海高速公路、中部內陸高速公路、光州大邱高速公路、益山浦項高速公路、唐津盈德高速公路等高速公路通過。
航空方面有浦項市的浦項機場，部分地區還可利用大邱廣域市的大邱國際機場。浦項、安東是道路交通較便利的地域，而在榮州、金泉、慶州、永川則以鐵路交通較為便利。
慶尚北道交通不便的地域包括奉化郡、英陽郡、青松郡等東北部內陸地域。這些地域原來並未開通高速公路，鐵路班次也不多。2016年12月唐津盈德高速公路的開通為這些地域帶來方便。
離島鬱陵島則透過定期海上航線與浦項和江原道三陟連結。

## 文化

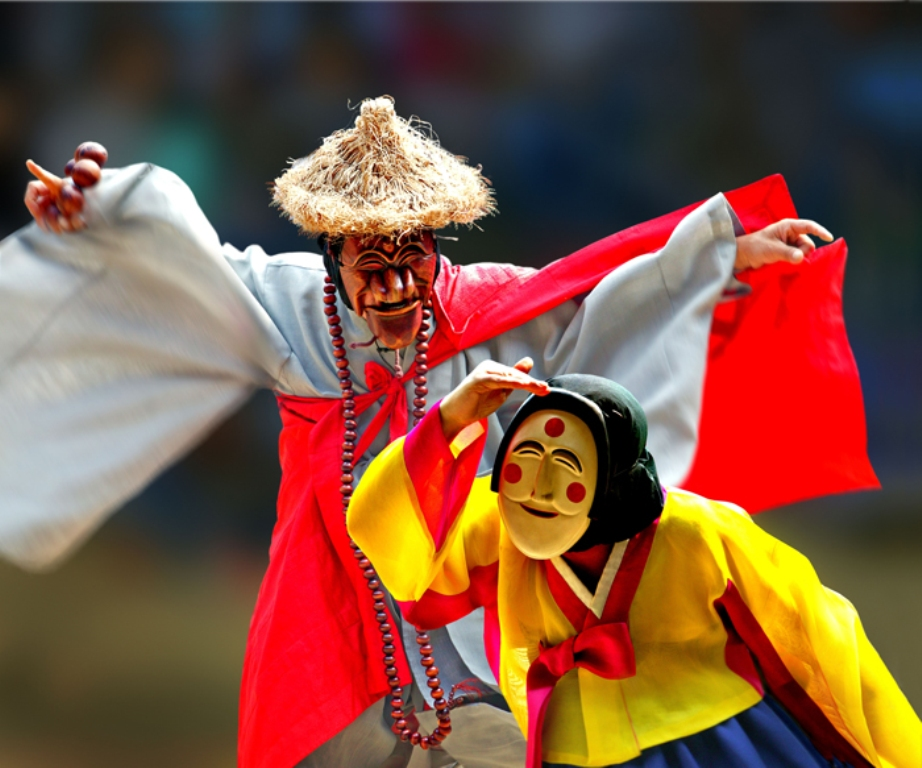
安东国际假面节

庆尚北道是韩国文化的代表性地区之一，是新罗佛教文化、伽倻文化以及朝鲜儒教文化的发祥地。韩国20%的文化遗产都位于庆尚北道。庆尚北道亦是韩国新村运动和自然保护运动的发祥地。庆尚北道曾成功举办“庆州世界文化博览会”、“世界儒教文化节”和第三届国际民间艺术组织世界总会。
庆州市是新罗992年的首都，有着“没有屋顶的博物馆”之称。安东市是韩国传统文化的故乡，是世界历史城市联盟会员城市，保留有海东朱子退溪李滉建造的陶山书院、世界遗产河回村、韩国传统戏剧假面剧等丰富文化遗产。安东是世界假面文化艺术联盟的创办地，每年举行安东国际假面舞节。

### 国立公园
庆尚北道境内有庆州国立公园、周王山国立公园、俗离山国立公园、伽倻山国立公园、月岳山国立公园、小白山国立公园6座韩国国立公园:307。其中庆州国立公园是韩国唯一的历史遗迹形态的公园，拥有保存完好的新罗文化遗迹与和谐的自然景观。园内的佛国寺和石窟庵与庆州历史遗迹地区都已被联合国教科文组织列为世界文化遗产。伽倻山是海东十大圣地、朝鲜八景之一，也是韩国佛教圣地，山内的海印寺是韩国三大寺庙之一。海印寺所藏《高丽大藏经》是联合国教科文组织世界记录遗产。海印寺的藏经阁为联合国教科文组织世界文化遗产。

### 教育
庆尚北道拥有494所小学、278所初中、193所高中、22所大学、16所专科大学，是韩国仅次于首尔拥有高校数量最多的地区，每年培养出25万名大学生。庆北较著名的有高校有浦項工科大學、韩国嶺南大學等。

### 宗教
慶尚北道各宗教信仰人口比例
2005年時，庆尚北道有33.9％的人信仰佛教，18.6％信仰基督宗教（11.5％的新教和7.1％的天主教）。而另外47.5％的人信仰朝鮮巫教、其他民族宗教或無信仰。

### 境內文化資產
慶尚北道境內有1922件指定文化遺產，其中國家指定文化遺產有634件，道指定文化遺產有1,288件，聯合國教科文組織（UNESCO）登記的世界文化遺產則有3件。

#### 世界遺產
慶尚北道境內有3項由UNESCO認定的世界文化遺產：
| 名稱                         | 照片 | 位置          | 建造時間 | UNESCO編號（指定年）                  |
| ---------------------------- | ---- | ------------- | -------- | ------------------------------------- |
| 石窟庵和佛国寺               |      | 慶州市        | 新罗     | 736 （页面存档备份，存于）（1995年）  |
| 庆州历史遗迹地区             |      | 慶州市        | 新罗     | 976 （页面存档备份，存于）（2000年）  |
| 韩国历史村落：河回村和良洞村 |      | 安东市 慶州市 |          | 1324 （页面存档备份，存于）（2010年） |

## 姊妹省州
慶尚北道有9個姊妹省州。
| 國家       | 省州          | 締結日         | 備註 |
| ---------- | ------------- | -------------- | ---- |
| 法國       | 亞爾薩斯大區  | 1999年4月27日  |      |
| 土耳其     | 布尔萨省      | 2001年3月19日  |      |
| 南非       | 西北省        | 1998年9月16日  |      |
| 印度尼西亞 | 日惹特区      | 2005年2月24日  |      |
| 越南       | 太原省        | 2005年2月21日  |      |
| 西班牙     | 卡斯提亞-雷昂 | 2005年11月8日  |      |
| 美国       | 俄亥俄州      | 1984年12月5日  |      |
| 俄羅斯     | 伊爾庫茨克州  | 1996年9月10日  |      |
| 中国大陆   | 河南省        | 1995年10月23日 |      |

原在1989年10月6日与日本島根縣缔结姊妹关系，后岛根县议会於2005年3月16日通过条例设立竹島之日，慶尚北道当天即宣布断绝与岛根县的姊妹关系（日本所称之竹島即為韓方所實際控制之獨島，參看獨島主權爭議）。